# Гал Фридман
Гал Фридман (Хадера, 16. септембар 1975) је израелски једриличар, и олимпијски победник. Два пута је учествовао на Олимпијским играма. У Атлатни 1996. освојио је бронзану медаљу у класи мистрал, а у Атини 2004. постао је олимпијски победник у истој класи. Гал Фридман је први спортиста из Израела који је освојио златну олимпијску медаљу. Светски шампион је постао 2002.